# A Message from Earth
A Message from Earth est un signal radio émis le 9 octobre 2008 à 6 h UTC en direction de l’étoile Gliese 581, à destination notamment de la planète Gliese 581 c en orbite autour de celle-ci. Le système Gliese 581 se trouvant à environ 20,5 années-lumière de la Terre, le signal n’arrivera à destination qu’au printemps 2029. Une éventuelle réponse ne reviendrait pas sur Terre avant l’automne 2049.
Le signal est une capsule temporelle contenant 501 messages sélectionnés par Bebo.
Il a été émis par le radiotélescope d'Eupatoria de l’Agence spatiale nationale d'Ukraine.